# کشتن گانتر
کشتن گانتر(Killing Gunther)فیلمی اکشن کمدی محصول سال ۲۰۱۷ است که توسط تاران کیلام نوشته و کارگردانی می‌شود. آرنولد شوارتزنگر در این فیلم ایفای نقش می‌کند.

## خلاصه داستان
گروهی از تروریست‌های عجیب از گانتر (بزرگترین قاتل قراردادی جهان) رنجیده می‌شوند و تلاش می‌کنند با استفاده از نقشه‌هایی ناشیانه وی را قتل برسانند
با اینحال به نظر می‌رسد گانتر یک قدم از آن‌ها جلوتر باشد

## بازیگران
- تاران کیلام/ بلیک
- بابی موینیهان / دانی
- هانا سیمون / سانا
- پیتر کلامیس / رحمت
- آرون یو / یانگ
- پائول بریتین / گیب
- امیر طلایی / ایزد
- رایان گالد / بارولد
- آلیسن تولمن / میا
- کوبی اسمالدرز / لیسا
- آرنولد شوارتزنگر / گانتر